# Accident d'un Iliouchine Il-18 d'Aeroflot à Leningrad
 (décembre 2024).
L'accident d'un Iliouchine Il-18 d'Aeroflot à Leningrad s'est produit le 27 avril 1974, lorsqu'un Iliouchine Il-18 de la compagnie Aeroflot, effectuant un vol charter de Leningrad (aujourd'hui Saint-Pétersbourg) à Krasnodar, en Russie, avec une escale prévue à Zaporijjia, en Ukraine, s'est écrasé peu après le décollage de l'aéroport de Poulkovo. Aucun des 109 passagers et membres d'équipage à bord n'a survécu.

## Avion et équipage
L'appareil impliqué est un Iliouchine Il-18V, immatriculé CCCP-75559, en service depuis 1964 et a subi 7 501 cycles de vol (décollages/atterrissages) au moment de l'accident. 
Le vol était supervisé par le commandant de bord Nikolai Danilov, avec 4 autres pilotes et deux agents de bord. Il y avait 102 passagers à bord.

## Accident
Le moteur n°4 (au bout de l'aile droite) de l'appareil a pris feu quelques minutes après le décollage, en raison d'un disque de turbine défectueux, qui s'est brisé en vol et a endommagé plusieurs parties du moteur. 
L'équipage a alors choisi de retourner se poser en urgence à l'aéroport. Lors de la sortie des volets pour l'atterrissage, une asymétrie au niveau des volets s'est produite, provoquant un plongeon en piqué brusque de l'avion, qui s'est retourné sur le dos avant de percuter le sol à environ 2500 m de la piste.
De fortes vibrations dans le moteur n°4 avaient été signalées lors du vol précédant celui de l'accident.